# Кирконуми
Кирконуми (фин. Kirkkonummi, швед. Kyrkslätt) је град у Финској, у јужном делу државе. Кирконуми је значајан град округа Финска Нова Земља, где он са окружењем чини истоимену општину Кирконуми.

## Географија
Град Кирконуми се налази у јужном делу Финске. Од главног града државе, Хелсинкија, град је удаљен 30 км западно.
Рељеф: Кирконуми се сместио у југоисточном делу Скандинавије, у историјској области Финска Нова Земља. Подручје града је равничарско до брежуљкасто, а надморска висина се креће око 30 м.
Клима у Кирконумију је је континентална, мада је за ово за финске услова блажа клима због утицаја оближњег Балтика. Стога су зиме нешто блаже и краће, а лета свежа.
Воде: Кирконуми се развио близу североисточне обале Балтичког мора (Фински залив). Око града и пар малих језера.

## Историја
Мада је Кирконуми био званично проглашен трговиште 1330. године, вековима је остао релативно мало насеље. Последњих пар деценија насеље се почело брзо развијати у савремено град под снажним утицајем оближњег Хелсинкија.

## Становништво
Према процени из 2012. године у Кирконумију је живело 19.292 становника, док је број становника општине био 37.668.
| 1980. | 1990.  | 2000.  | 2012.  |
| ----- | ------ | ------ | ------ |
| 7.690 | 10.761 | 12.986 | 19.292 |

Етнички и језички састав: Кирконуми је одувек био етнички мешовита средина, састављена од Финаца и Швеђана. Последњих деценија, са јачањем усељавања у Финску, становништво града је постало још шароликије. По последњим подацима преовлађују Финци (77,9%), значајна мањина су Швеђани (18,5%), док су остало усељеници.